# Brachythecium suberythrorrhizon
Brachythecium suberythrorrhizon là một loài rêu trong họ Brachytheciaceae. Loài này được Renauld & Cardot mô tả khoa học đầu tiên năm 1894.